# قاسم حداد
قاسم حداد (ولد عام 1948م - المحرّق، البحرين) هو شاعر معاصر ترجمت أشعاره إلى عدد من اللغات الأجنبية. في عام 1969، شارك في تأسيس أسرة الأدباء والكتاب في البحرين كما شغل عدداً من المراكز القيادية في إدارتها.
تولى رئاسة تحرير مجلة كلمات التي صدرت عام 1987 وهو أحد الأعضاء المؤسسين لفرقة مسرح أوال.

## حياته وعائلته
وُلد قاسم حداد في مدينة المحرّق عام 1948، تلقّى تعليمه الابتدائي في مدارسها، لم يكمل دراسته الثانوية لظروف اجتماعية وسياسية، عمل في مهن يدوية مختلفة. تلقى تعليمه حتى السنة الثانية ثانوي بمدارس البحرين، في عام 1968، التحق للعمل في المكتبة العامة حتي عام 1975، تعرض للاعتقال السياسي بين عام 1973 وعام 1980 لمدة خمس سنوات. بعد ذلك التحق بالعمل في إدارة الثقافة والفنون بوزارة الإعلام عام 1980. حداد صاحب مقال وقت للكتابة والذي ينشر في عدد من الصحافة العربية أسبوعياً منذ بداية الثمانينات، كما ترجمت أشعاره إلى عدد من اللغات الأجنبية. في نهاية عام 1997، حصل على إجازة التفرغ للعمل الأدبي من طرف وزارة الإعلام.
حداد متزوج ولديه ولدان وبنت (طفول - محمد - مهيار) وثلاث حفيدات (أمينة، رمز ولمار).

## عمله
ترجمت اشعاره إلى عدد من اللغات الأجنبية، من بينها كتاب «علاج المسافة» إلى اللغة الايطالية ترجمة فوزي الديلمي من دار سان ماركو دي جوستينياني، جنوة - إيطاليا. كما قامت الجامعة الأمريكية في القاهرة بمشروع ترجمة أعمال قاسم حداد، حيث أوكلت هذه المهمة لاثنين من أساتذتها وهما جون فيرلندن أستاذ قسم البلاغة والتأليف، وفريال غزول أستاذ قسم اللغة الإنجليزية والأدب المقارن، من خلال منحة قدرها 100 ألف دولار من المؤسسة الوطنية للعلوم الإنسانية، وهي مؤسسة مستقلة تابعة لحكومة الولايات المتحدة، التي تقدم منحاً سنوية لدعم البحوث، والتعليم، والبرامج العامة في العلوم الإنسانية.
أطلق الشاعر في شبكة الإنترنت موقع (جهة الشعر)، عام 1996، وهو موقع خاص بالشعر العربي الحديث، في العربية ومترجماً في سبع لغات. وتوقف هذا الموقع في مارس 2018 بسبب عدم توفر الدعم الكافي للمشروع.
حصل قاسم حداد على جائزة المنتدى الثقافي اللبناني في باريس عام 2000، وجائزة سلطان العويس الثقافية عن حقل الشعر لدورة 2000 - 2001. وفي عام 2017 حصل على جائزتين هما جائزة أبو القاسم الشابي للإبداع الأدبي التي عادت للساحة الثقافية في تونس بعد توقفها منذ 2011، وجائزة محمد الثبيتي الشعرية في دورتها الثالثة في المملكة العربية السعودية. وفي عام 2020 حصل على جائزة ملتقى القاهرة الدولي الخامس للشعر العربي. وحصل في عام 2024 على جائزة الأركانة العالمية التي يمنحها بيت الشعر في المغرب بشراكة مع وزارة الشباب والثقافة، بحيث لا يتبارى الشعراء على الجائزة ولا يتقدمون إليها بأعمالهم، بل تجتمع لجنة مشكلة من نقاد ومترجمين ودارسين للشعر وتتوافق على اسم يحظى بشهرة كبيرة في بلده، فضلاً عن مراكمته لتجربة مهمة في الكتابة الشعرية. 
كما حصل حداد على خمس منح للإقامات الأدبية في ألمانيا ما بين عامي 2008 و 2015:
الهيئة الألمانية للتبادل الثقافي في برلين بين عامي 2008 و2011، أنجز خلالها كتاب طرفة بن الوردة، ثم حصل على زمالة «جان جاك روسو» بمنحة من «أكاديمية العزلة» في شتوتغارت عام 2012، بعدها حصل على منحة للإقامة الادبية في «بيت الشاعر الألماني هاينريش بول» في دورن - كولونيا عام 2013، وفي عام 2014 حصل على منحة وإقامة أدبية من «نادي القلم الألماني» في ميونخ. جميع هذه الإقامات كانت منحاً للتفرغ الأدبي، تجري فيها الاستضافة الكاملة، بكل ما يحتاجه الكاتب المتفرغ للقراءة والكتابة، حيث أنجز حداد في هذه الإقامات بعض المشاريع الكبيرة المؤجلة، وكتب مجموعات شعرية ونثرية عديدة، فبالإضافة إلى تجربتيّ طرفة بن الوردة وأيها الفحم يا سيدي أنجز الكتب التالية:

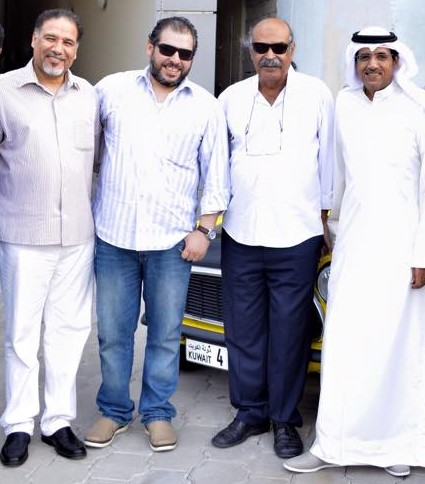
مع الشعراء دخيل الخليفة وسعد الياسري وعيد الدويخ

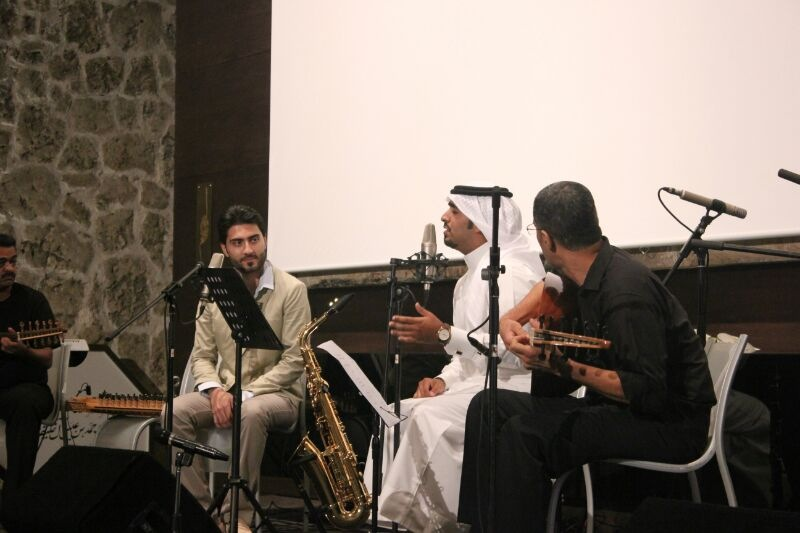
أمسية غنائية بعنوان قاسم حداد تقريبا.

- لستِ جرحاً ولا خنجراً
- نزهة الملاك
- فتنة السؤال
- النهايات تنأى
- سماء عليلة
- تعديل في موسيقى الحجرة
- مكابدات الأمل
- يوميات بيت هاينريش بول
- ثلاثون بحراً للغرق
- مثل وردةٍ تقلّد عطراً

## أسلوبه
يمكن تمييز ثلاث مراحل في تجربة قاسم حداد الشعرية؛ الأولى مثّلتها مجموعاته الشعرية الثلاث الأولى: «البشارة» 1970، «خروج رأس الحسين من المدن الخائنة» 1972، «الدم الثاني» 1975. ففي هذه المجموعات الثلاث يظهر الحس الخطابي والغنائية التي تدين الواقع وترفضه، وتدعو إلى المقاومة والتحريض على الثورة. كما تلجأ إلى الأساطير وإيحاءاتها: سيزيف وشهرزاد وبنلوب وعنترة. كما وظفت بعض الرموز النّضالية التي وقفت في وجه الاستعمار وناضلت من أجل الحرية: جيفارا، فيتنام، فلسطين.
أما المرحلة الثانية فمثلتها مجموعتاه الشعريتان: «قلب الحب» 1980، و«القيامة» 1980، فهما تمثلان مرحلة جديدة تعكس تغيّر في وعي الشاعر بالذات والعالم واللغة مشكّلًا ما يشبه القطيعة مع منجزه السابق. ففي هذه المرحلة تحول عالم الذات إلى مدار الاستكشاف، وتحولت الأنا الذاتية إلى أنا جمعية موضوعية، وأصبحت اللغة أكثر غنىً وقدرة على تجاوز ذاتها. وكل ما صدر له من مجموعات شعرية امتدت إلى 1991 تدور في الفلك نفسه.
أما المرحلة الثالثة من تجربة قاسم حداد فتمثلت في نزوعه إلى مغامرة البحث الجمالي مستخدماً تقنيات وأساليب على رأسها المغامرة مع اللغة واستدعاء الأصوات والرموز والأقنعة. بدأت هذه المرحلة مع إصداره «شظايا» 1983؛ فهو ديوان يمثل قصيدة واحدة طويلة تعتمد تقنية الصدمة والتوتر الجمالي مستفيدة في الوقت نفسه من غنائية الشعر العربي.
تأتي بعد ذلك مرحلته الرابعة التي تمثلت في التجارب الابداعية المشتركة مع اصدقاء من فنون تعبيرية أخرى، مثل: نص «الجواشن» مع الروائي البحريني أمين صالح، و«أخبارمجنون ليلى» مع الرسام العراقي ضياء العزاوي، ثم مع الموسيقي اللبناني مارسيل خليفة، وتجربة وجوه مع الفنان التشكيلي البحريني إبراهيم بوسعد والموسيقي خالد الشيخ والشاعر أدونيس والمسرحي البحريني عبد الله يوسف. وتجربة المستحيل الأزرق مع الفوتوغرافي السعودي صالح العزاز. ودخل في مشروعين مشتركين هما طرفة بن الوردة وأيها الفحم يا سيدي مع ابنته الفوتوغرافية طفول حداد وابنه الموسيقي محمد حداد.

## مؤلفاته
هذه قائمة بجميع مؤلفات قاسم حداد منذ ديوانه الأول وتشمل الكتب المنفردة والمشتركة:
| #  | إسم الكتاب                                                                  | سنة الإصدار                            | دار النشر | عدد الصفحات                                           | لوحة الغلاف                |
| 1  | البشارة                                                                     | الطبعة الأولى 1970 الطبعة الثانية 1984 | الطبعة الأولى الشركة العربية للوكالات والتوزيع - البحرين / بيروت الطبعة الثانية دار الربيعان - الكويت                                                                      | 199 صفحة 198 صفحة                                     | عبد الله المحرقي -         |
| 2  | خروج رأس الحسين من المدن الخائنة                                            | الطبعة الأولى 1972                     | الطبعة الأولى دار العودة - بيروت | 91 صفحة                                               | عبد الله يوسف              |
| 3  | الدم الثاني                                                                 | الطبعة الأولى 1975                     | الطبعة الأولى دار الغد - البحرين | 112 صفحة                                              | عبد الله يوسف              |
| 4  | قلب الحب                                                                    | الطبعة الأولى 1980                     | الطبعة الأولى دار ابن خلدون - بيروت | 100 صفحة                                              | عبد الله يوسف              |
| 5  | القيامة                                                                     | الطبعة الأولى 1980                     | الطبعة الأولى دار الكلمة / دار بن رشد - بيروت | 114 صفحة                                              | خوان ميرو                  |
| 6  | شظايا                                                                       | الطبعة الأولى 1981                     | الطبعة الأولى دار الفارابي - بيروت | 175 صفحة                                              | سلفادور دالي               |
| 7  | المسرح البحريني التجربة والافق                                              | الطبعة الأولى 1981 الطبعة الثانية 2018 | الطبعة الأولى وزارة الإعلام - البحرين الطبعة الثانية - البحرين | 140 صفحة 140 صفحة                                     | عبد الله يوسف              |
| 8  | انتماءات                                                                    | الطبعة الأولى 1982                     | الطبعة الأولى دار الفارابي - بيروت | 128 صفحة                                              | -                          |
| 9  | موضوعات حول العامية والشعر العامي مع (عبد الرحمن رفيع وعبدالقادر عقيل)      | الطبعة الأولى 1983                     | الطبعة الأولى طبعة خاصة - البحرين | 48 صفحة                                               | -                          |
| 10 | النهروان (الرؤية التشكيلية جمال هاشم)                                       | الطبعة الأولى 1988 الطبعة الثانية 1997 | الطبعة الأولى المطبعة الشرقية - البحرين الطبعة الثانية وكالة الصحافة العربية - القاهرة                                                                                     | 104 صفحة 109 صفحة                                     | جمال هاشم جمال هاشم        |
| 11 | الجواشن (مع الروائي أمين صالح)                                              | الطبعة الأولى 1989 الطبعة الثانية 1998 | الطبعة الأولى دار توبقال للنشر - الدار البيضاء الطبعة الثانية دار المدى للطباعة والنشر والتوزيع - بغداد                                                                    | 177 صفحة 227 صفحة                                     | رشيد القريشي عبد الله يوسف |
| 12 | يمشي مخفورا بالوعول                                                         | الطبعة الأولى 1990                     | الطبعة الأولى رياض الريس للنشر - لندن | 108 صفحة                                              | -                          |
| 13 | عزلة الملكات                                                                | الطبعة الأولى 1991 الطبعة الثانية 1992 | الطبعة الأولى أسرة الأدباء والكتاب في البحرين (كتاب كلمات) - البحرين الطبعة الثانية دار الغد للنشر - مصر (رسوم داخلية عمر جيهان)                                           | 102 صفحة 79 صفحة                                      | خالد الهاشمي -             |
| 14 | البيانات (مع أدونيس - أمين صالح - محمد بنيس)                                | الطبعة الأولى 1993 الطبعة الثانية 1995 | الطبعة الأولى أسرة الأدباء والكتاب في البحرين (سلسلة دفاتر كلمات) - البحرين الطبعة الثانية دار سراس للنشر - تونس                                                           | 106 صفحة 135 صفحة                                     | خالد الهاشمي دار سرار      |
| 15 | نقد الأمل                                                                   | الطبعة الأولى 1995 الطبعة الثانية 1998 | الطبعة الأولى دار الكنوز الأدبية - بيروت الطبعة الثانية دار الكنوز الأدبية - بيروت                                                                                         | 147 صفحة 208 صفحة                                     | طالب الداوود عبد الله يوسف |
| 16 | أخبار مجنون ليلى (مع الرسام ضياء العزاوي)                                   | الطبعة الأولى 1996                     | الطبعة الأولى مجموعة أرابسك - لندن | 92 صفحة                                               | ضياء العزاوي               |
| 17 | قبر قاسم يسبقه فهرس المكابدات، تليه جنة الأخطاء                             | الطبعة الأولى 1997 الطبعة الثانية 2017 | الطبعة الأولى الكلمة للنشر والتوزيع - البحرين الطبعة الثانية الأهلية للنشر والتوزيع - الأردن                                                                               | 279 صفحة 367 صفحة                                     | ضياء العزاوي زهير أبو شايب |
| 18 | ليس بهذا الشكل ولا بشكلٍ آخر                                                 | الطبعة الأولى 1997 الطبعة الثانية 2018 | الطبعة الأولى دار قرطاس للنشر - الكويت الطبعة الثانية مسارات للنشر والتوزيع - الكويت                                                                                       | 216 صفحة 296 صفحة                                     | عبد الله يوسف محمد السالم  |
| 19 | الأعمال الشعرية (مجلدان)                                                    | الطبعة الأولى 2000                     | الطبعة الأولى المؤسسة العربية للدراسات والنشر - بيروت | 1176 صفحة                                             | عبد العزيز الحلال          |
| 20 | علاج المسافة                                                                | الطبعة الأولى 2000 الطبعة الثانية 2002 | الطبعة الأولى دار تبر الزمان - تونس الطبعة الثانية المؤسسة العربية للدراسات والنشر - بيروت / وزارة الإعلام - البحرين                                                       | 120 صفحة 90 صفحة                                      | - إبراهيم بوسعد            |
| 21 | له حصةٌ في الولع                                                             | الطبعة الأولى 2000                     | الطبعة الأولى مؤسسة الانتشار العربي - بيروت |                                                       | عباس يوسف                  |
| 22 | المستحيل الأزرق (مع الفوتوغرافي صالح العزاز)                                | الطبعة الأولى 2001                     | الطبعة الأولى - ماليزيا / ترجمة فرنسية عبد اللطيف اللعبي / إنجليزية نعيم عاشور                                                                                             | 160 صفحة                                              | صالح العزاز                |
| 23 | ورشة الأمل (سيرة شخصية لمدينة المحرق)                                       | الطبعة الأولى 2004 الطبعة الثانية 2007 | الطبعة الأولى المؤسسة العربية للدراسات والنشر - بيروت / مركز الشيخ إبراهيم - البحرين الطبعة الثانية المؤسسة العربية للدراسات والنشر - بيروت / مركز الشيخ إبراهيم - البحرين | 231 صفحة 292 صفحة                                     | زهير أبو شايب              |
| 24 | أيقظتني الساحرة                                                             | الطبعة الأولى 2004                     | الطبعة الأولى المؤسسة العربية للدراسات والنشر - بيروت الترجمة الإنجليزية محمد الخزاعي                                                                                      | 160 صفحة                                              | عباس يوسف                  |
| 25 | ما أجملك أيها الذئب.. جائع وتتعفف عن الجثث                                  | الطبعة الأولى 2006                     | الطبعة الأولى المؤسسة العربية للدراسات والنشر - بيروت | 244 صفحة                                              | زهير أبو شايب              |
| 26 | لستَ ضيفاً على أحد                                                            | الطبعة الأولى 2007                     | الطبعة الأولى المؤسسة العربية للدراسات والنشر - بيروت | 168 صفحة                                              | زهير أبو شايب              |
| 27 | فتنة السؤال                                                                 | الطبعة الأولى 2008                     | الطبعة الأولى المؤسسة العربية للدراسات والنشر - بيروت | 362 صفحة                                              | زهير أبو شايب              |
| 28 | دع الملاك                                                                   | الطبعة الأولى 2008                     | الطبعة الأولى دار كنعان - دمشق | 111 صفحة                                              | لبنى حمد                   |
| 29 | الأزرق المستحيل يليه أخبار مجنون ليلى                                       | (طبعة ثانية) 2009                      | دار النهضة العربية (القاهرة) - مصر | 252 صفحة                                              | -                          |
| 30 | إيقاظ الفراشة التي هناك "مختارات"                                           | الطبعة الأولى 2009                     | الطبعة الأولى دار نينوى للدراسات والنشر والتوزيع - سوريا | 232 صفحة                                              | حسين فخر                   |
| 31 | الغزالة يوم الأحد "شذرات"                                                   | الطبعة الأولى 2010                     | الطبعة الأولى دار الغاوون للنشر والتوزيع - بيروت | 159 صفحة                                              | مايا سالم                  |
| 32 | طرفة بن الوردة (مع طفول حدّاد ومحمد حداد)                                    | الطبعة الأولى 2011                     | الطبعة الأولى المؤسسة العربية للدراسات والنشر - بيروت | 531 صفحة                                              | زهير أبو شايب              |
| 33 | مكابدات الأمل                                                               | الطبعة الأولى 2012                     | الطبعة الأولى المؤسسة العربية للدراسات والنشر - بيروت / هيئة البحرين للثقافة والآثار - البحرين                                                                             | 270 صفحة                                              | زهير أبو شايب              |
| 34 | لستِ جُرحاً ولا خنجراً أنتِ البكاء الطويل في الليل                               | الطبعة الأولى 2012 الطبعة الثانية 2014 | الطبعة الأولى الهيئة المصرية العامة للكتاب - القاهرة الطبعة الثانية المؤسسة العربية للدراسات والنشر - بيروت                                                                | 193 صفحة 168 صفحة                                     | أحمد اللباد زهير أبو شايب  |
| 35 | النهايات تنأى                                                               | الطبعة الأولى 2013                     | الطبعة الأولى المؤسسة العربية للدراسات والنشر - بيروت / مركز الشيخ إبراهيم - البحرين                                                                                       | 128 صفحة                                              | زهير أبو شايب              |
| 36 | سماء عليلة (شذرات)                                                          | الطبعة الأولى 2013                     | الطبعة الأولى دار مسعى - البحرين | 103 صفحة                                              | طفول حداد                  |
| 37 | الأعمال النثرية - (3 مجلدات)                                                | الطبعة الأولى 2014                     | الطبعة الأولى دار مدارك للنشر - بيروت / دبي | المجلد 1 504 صفحة المجلد 2 763 صفحة المجلد 3 502 صفحة | قاسم حداد                  |
| 38 | أيها الفحم يا سيدي (دفاتر فينسنت فان غوخ) عمل مشترك مع طفول حداد ومحمد حداد | الطبعة الأولى 2015 الطبعة الثانية 2016 | الطبعة الأولى دار مسعى - البحرين الطبعة الثانية طبعة خاصة - البحرين | 417 صفحة 434 صفحة                                     | طفول حداد طفول حداد        |
| 39 | يوميات بيت هاينريش بول (مع الفوتوغرافية طفول حداد)                          | الطبعة الأولى 2016                     | الطبعة الأولى المؤسسة العربية للدراسات والنشر - بيروت/ هيئة البحرين للثقافة والآثار- البحرين                                                                               | 261 صفحة                                              | طفول حداد                  |
| 40 | تعديل في موسيقى الحجرة                                                      | الطبعة الأولى 2017                     | الطبعة الأولى دار الأهلية للنشر والتوزيع - عمّان / رام الله | 208 صفحة                                              | زهير أبو شايب              |
| 41 | رشيقٌ كالوقت ولا بيتَ له                                                      | الطبعة الأولى 2017                     | الطبعة الأولى المؤسسة العربية للدراسات والنشر - بيروت | 296 صفحة                                              | زهير أبو شايب              |
| 42 | مثل وردة تقلّد عطراُ                                                          | الطبعة الأولى 2017                     | الطبعة الأولى دار كلمات - الكويت | 121 صفحة                                              | طفول حداد                  |
| 43 | ثلاثون بحراً للغرق                                                           | الطبعة الأولى 2017                     | الطبعة الأولى منشورات المتوسط - ميلان | 160 صفحة                                              | خالد الناصري               |
| 44 | رفيف الظل (مع سعد الدوسري وعادل خزام)                                       | الطبعة الأولى 2018                     | الطبعة الأولى دار مدارك للنشر - بيروت / دبي | 165 صفحة                                              | -                          |
| 45 | لا تصقل أصفادك "كتاب الشذرات الكبير"                                        | الطبعة الأولى 2019                     | منشورات تكوين - الكويت | 271 صفحة                                              | يوسف العبدالله             |
| 46 | عزلة الملكات وعلاج المسافة                                                  | (طبعة ثانية) 2019                      | جائزة سلطان بن علي العويس - دبي | 212 صفحة                                              | طفول حداد                  |
| 47 | موسيقى الكتابة عن ايقاظ الذاكرة وصقل المرايا                                | الطبعة الأولى 2019                     | الطبعة الأولى المؤسسة العربية للدراسات والنشر - بيروت | 200 صفحة                                              | زهير أبو شايب              |
| 48 | ما الأمل؟                                                                   | الطبعة الأولى 2020                     | الطبعة الأولى المؤسسة العربية للدراسات والنشر - بيروت | 280 صفحة                                              | زهير أبو شايب              |
| 49 | جوهرة المراصد                                                               | الطبعة الأولى 2021                     | الطبعة الأولى دار روايات - الشارقة | 331 صفحة                                              | قاسم حداد                  |
| 50 | أنطولوجيا النصوص المقدسة                                                    | (قريباً)                                | |                                                       |                            |

## مشاركاته

### مهرجانات
| #  | الفعالية                                                 | العام | الدولة   |
| 1  | مهرجان جرش - الدورة 34                                   | 2019  | الأردن   |
| 2  | معرض القاهرة الدولي للكتاب - الدورة الذهبية              | 2019  | مصر      |
| 3  | مهرجان أصوات حرة من المتوسط - مدينة سيت                  | 2017  | فرنسا    |
| 4  | مهرجان أصيلة الثقافي الدولي - الدورة 38                  | 2016  | المغرب   |
| 5  | معرض الشارقة الدولي للكتاب                               | 2016  | الإمارات |
| 6  | مهرجان خان الفنون                                        | 2016  | الأردن   |
| 7  | المهرجان العالمي الأول للشعر - القاهرة                   | 2014  | مصر      |
| 8  | مهرجان أصيلة الثقافي الدولي - الدورة 33                  | 2011  | المغرب   |
| 9  | مهرجان لوديف - الدورة 10                                 | 2011  | فرنسا    |
| 10 | المهرجان الدولي للأدب والكتاب الشباب                     | 2011  | الجزائر  |
| 11 | مهرجان الشعر في الطريق - بريمن                           | 2011  | ألمانيا  |
| 12 | مهرجان الأردن - عمّان                                     | 2009  | الأردن   |
| 13 | مهرجان العالم العربي في كينيدي سنتر - واشنطن             | 2009  | امريكا   |
| 14 | مهرجان برلين الثقافي الثامن                              | 2008  | ألمانيا  |
| 15 | مهرجان المسرح الأردني 14 - الدورة العربية السادسة        | 2007  | الأردن   |
| 16 | مهرجان المتنبي الشعري العالمي الرابع - زيورخ             | 2004  | سويسرا   |
| 17 | مهرجان اصيلة 26 الثقافي الدولي                           | 2004  | المغرب   |
| 18 | مهرجان القرين الثقافي - الدورة 11                        | 2004  | الكويت   |
| 19 | مهرجان جبلة الثقافي الأول - اللاذقية                     | 2004  | سوريا    |
| 20 | مهرجان الشعر العالمي - ميدايين                           | 2001  | كولومبيا |
| 21 | مهرجان الشعر العربي الألماني - صنعاء                     | 2001  | اليمن    |
| 22 | مهرجان الشعر العربي الثاني - بيت الشعر                   | 2001  | الأردن   |
| 23 | مهرجان ربيع الشعر - معهد العالم العربي                   | 2000  | فرنسا    |
| 24 | مهرجان لوديف الثقافي                                     | 1999  | فرنسا    |
| 25 | مهرجان مؤسسة الهجرة للثقافة العربية - أمستردام           | 1998  | هولندا   |
| 26 | المهرجان المسرحي الخامس لمجلس التعاون لدول الخليج العربي | 1997  | الكويت   |
| 27 | مهرجان جرش السادس عشر                                    | 1997  | الأردن   |
| 28 | مهرجان الشعر العربي - الرباط                             | 1997  | المغرب   |
| 29 | مهرجان البابطين (دورة العدواني)                          | 1996  | أبوظبي   |
| 30 | مهرجان القاهرة الإبداعي الشعري                           | 1996  | مصر      |
| 31 | مهرجان القرين الثقافي - الدورة 3                         | 1996  | الكويت   |
| 32 | مهرجان الشعر العربي الأول - مسقط                         | 1995  | عمان     |
| 33 | مهرجان القرين                                            | 1994  | الكويت   |
| 34 | مهرجان القاهرة السينمائي الدولي - الدورة 14              | 1990  | مصر      |
| 35 | مهرجان الشعر العربي الأسباني - صنعاء                     | 1990  | اليمن    |
| 36 | مهرجان أصيلة الثقافي الدولي - الدورة 10                  | 1987  | المغرب   |
| 37 | مهرجان المربد الثالث - بغداد                             | 1974  | العراق   |

### ندوات
| # | الفعالية                                                | العام | الدولة            |
| 1 | ندوة البابطين للإبداع الشعري                            | 2013  | المغرب            |
| 2 | ندوة اليونسكو (كتاب في جريدة)                           | 2005  | فرنسا             |
| 3 | ندوة أمل دنقل (الإنجاز والقيمة) - المجلس الأعلى للثقافة | 2003  | مصر               |
| 4 | ندوة "العربي" للثقافة العربية وآفاق النشر الإلكتروني    | 2001  | الكويت            |
| 8 | ندوة أبو القاسم الشابي الدولية - فاس                    | 1994  | المغرب            |
| 5 | ندوة الانتفاضة الفلسطينية - صنعاء                       | 1989  | اليمن             |
| 6 | الندوة الشعرية في مئوية جامعة جورج تاون - واشنطن        | 1989  | امريكا            |
| 7 | ندوة العمل الثقافي المشترك                              | 1985  | الكويت / السعودية |

### مؤتمرات
| # | الفعالية                                                                 | العام | الدولة  |
| 1 | مؤتمر نادي القلم الألماني                                                | 2012  | ألمانيا |
| 2 | مؤتمر الشعر العربي الألماني - صنعاء                                      | 2000  | اليمن   |
| 3 | المؤتمر الثاني لاتحاد الكتاب اللبنانيين - بيروت                          | 1994  | لبنان   |
| 4 | مؤتمر النقد الأدبي (نحو رؤية جديدة لنظريات النقد الأدبي) - جامعة البحرين | 1993  | البحرين |
| 5 | المؤتمر الأول لاتحاد الكتاب اللبنانيين - بيروت                           | 1984  | لبنان   |

### ملتقيات
| #  | الفعالية                                                                  | العام | الدولة         |
| 1  | ملتقى القاهرة الدولي الخامس للشعر العربي                                  | 2020  | مصر            |
| 2  | اللقاء الشعري العربي                                                      | 2006  | المغرب         |
| 3  | ملتقى القاهرة الثالث للإبداع الروائي العربي                               | 2005  | مصر            |
| 4  | ملتقى صنعاء الأول للشعراء الشباب العرب (التسعينيون وآفاق الكتابة الشعرية) | 2004  | اليمن          |
| 5  | الأسبوع الثقافي الثاني لدار المدى - دمشق                                  | 2001  | سوريا          |
| 6  | ملتقى سعدي الشيرازي (طهران)                                               | 2000  | إيران          |
| 7  | اللقاء الثقافي العربي الأول في بيروت                                      | 1998  | لبنان          |
| 8  | الملتقى الأول للشعراء العرب                                               | 1997  | تونس           |
| 9  | لقاء الشعر العربي - نانت                                                  | 1990  | فرنسا          |
| 10 | لقاء الشعر العربي الفرنسي - غرونوبل / الرباط                              | 1986  | فرنسا / المغرب |

## دراسات تتناول أعماله
| #  | السنة | عنوان الدراسة                                                                      | إسم الباحث                       | مكان البحث                                                                          |
| 1  | 1997  | تعددية الشكل في الكتابة الشعرية الحديثة - إنجاز قاسم حداد نموذجاً                   | معجب الزهراني                    | مهرجان الشعر الخليجي - البحرين                                                      |
| 2  | 1998  | الخطاب النقدي عند قاسم حداد وصلته بتجربته الشعرية - رؤية نقدية                     | عبدالله أحمد المهنا              | جامعة الكويت، مجلة دراسات الخليج والجزيرة العربية - الكويت                          |
| 3  | 2004  | قاسم حداد: شاعر المخيلة                                                            | محمد عبد المطلب                  | موسم أصيلة الثقافي 26                                                               |
| 4  | 2007  | الزمن النحوي في شعر قاسم حداد - ديوان القيامة انموذجا                              | اشواق غازي سفيح                  | جامعة البصرة، مركز دراسات الخليج العربي - العراق                                    |
| 5  | 2013  | بنية اللغة الشعرية عند قاسم حداد                                                   | عمر حسن العامري                  | جامعة اليرموك، كلّيّة الآداب، قسم اللغة العربيّة وآدابها                               |
| 6  | 2015  | سيمياء البياض في شعر قاسم حداد                                                     | حسين الغديري                     | جامعة البحرين، كلية الآداب - البحرين                                                |
| 7  | 2016  | التعالق الاستعاري في الخطاب الشعري عند قاسم حداد (طرفة بن الوردة انموذجاً)          | علي سرمد حسين، فرحان بدري الحربي | جامعة بابل، كلية التربية للعلوم الإنسانية - العراق                                  |
| 8  | 2017  | قراءة قصة مجنون ليلى من خلال قصيدة قاسم حداد                                       | ضياء فوزيه، مامان ليسمانا        | برنامج الدراسات العربية، كلية العلوم الإنسانية، جامعة إندونيسيا - إندونيسيا         |
| 9  | 2019  | التجربة الشعرية لدى قاسم حداد                                                      | طارق فتّوح                        | مجلة نزوى                                                                           |
| 10 | 2019  | القصيدة التأويل، أو الشعر بينما يحدث: كيف ينظر قاسم حداد إلى العالم من خلال اللغة؟ | حاتم الزهراني                    | منصة "معنى" الثقافية                                                                |
| 11 | 2019  | عالم قاسم حداد الشعري - دراسة نقدية                                                | عبدالله خليفة                    | دار نينوى للدراسات والنشر والتوزيع                                                  |
| 12 | 2019  | أسلوبيّة تشكّل صورة الوطن ودلالتها في قصيدة “الصهيل” للشاعر قاسم حداد                | فاتنة صبحي يزبك                  | الجامعة اللبنانيّة، كلّيّة الآداب والعلوم الإنسانيّة، قسم اللغة العربيّة وآدابها - لبنان |
| 13 | 2020  | خطاب المركز والهامش في شعر قاسم حداد: دراسة في ضوء علم النص                        | فداء العايدي                     | الجامعة الهاشمية، كلّيّة الآداب، قسم اللغة العربيّة وآدابها                            |
| 14 | 2020  | الكونُ موقفٌ: الشعريّة والنبوءة في أعمال قاسم حداد                                    | ميغيل ميرينو                     | جامعة جورج تاون، قسم الدراسات العربية والإسلامية - أميركا                           |
| 15 | 2020  | شعرية الفكر في نماذج من شعر قاسم حداد                                              | حلا عبدالقادر السويدات           | كلية الدراسات العليا، الجامعة الأردنية - الأردن                                     |
| 16 | 2021  | دراسات في أدب البحرين : قراءات في تجربة قاسم حداد الشعرية (الجزء الأول)            | مجموعة مؤلفين                    | أسرة الأدباء والكتاب - البحرين                                                      |
| 17 | 2021  | دراسات في أدب البحرين : قراءات في تجربة قاسم حداد الشعرية (الجزء الثاني)           | مجموعة مؤلفين                    | أسرة الأدباء والكتاب - البحرين                                                      |
| 18 | 2024  | النص والتاريخ في أخبار مجنون ليلى لقاسم حداد                                       | سامي محمد عبابنة، يوسف حمدان     | الجامعة الأردنية - الأردن                                                           |

## وصلات خارجية
- قاسم حداد على موقع أرشيف الشارخ.
- اديوان قاسم حداد على بوابة الشعراء
- جهة الشعر (موقع ثقافي يشرف عليه قاسم حداد)
- الموقع الشخصي
- كتاب «مجنون ليلى».